# Schreiambulanz
In einer Schreiambulanz werden „Schreibabys“  behandelt. Dabei handelt es sich um Säuglinge, die durch „exzessives Schreien“ auffallen, aber auch Säuglinge, die etwa Schlaf- und Fütterstörungen zeigen, die unter den Regulationsstörungen im Säuglingsalter zusammengefasst werden. Teilweise werden dort aber alle psychischen Probleme von Kindern und ihren Eltern bis zu einem Alter von drei Jahren behandelt.

## Geschichte
Die erste Schreiambulanz in der Bundesrepublik war die 1991 von Mechthild Papoušek am Kinderzentrum München eröffnete „Münchner Sprechstunde für Schreibabys“. Inzwischen gibt es in Kinderkliniken, Erziehungsberatungsstellen bei niedergelassenen Psychotherapeuten und ähnlichen Einrichtungen in allen größeren deutschen Städten Beratungsstellen für Eltern mit Babys und Kleinkindern. Zu den Ambulanzen von Hamburg bis München gesellen sich inzwischen auch Tageskliniken, wie die Familientagesklinik Dresden und die Familientagesklinik in Münster.

## Beschreibung der Problematik
Nach der sogenannten 3x3-Wessel-Regel ist ein Schreien, das über das durchschnittliche Maß hinausgeht, definiert durch eine Schrei- und Quengeldauer von mehr als drei Stunden an mehr als drei Tagen pro Woche über mindestens drei Wochen. Nach dieser Definition sind etwa 13 % der Babys betroffen. Eltern fühlen sich häufig hilflos, da Strategien im Umgang mit dem Schreibaby oft fehlen. Das übersteigerte Schreien kann Schuldgefühle bei den Eltern auslösen, die sich – je nach Ausprägung des Schreiens und je nach Unterstützung im System Familie – auch in Aggression verwandeln können. Oft ist letzteres der Anlass für eine Vorstellung in der Schreiambulanz.
Professionelle Hilfe in einer Schreiambulanz ist auch dann angebracht, wenn Eltern sich mit dem Schreiverhalten ihres Babys überfordert sehen oder sie Gefühle von Ohnmacht oder Hilflosigkeit haben.

## Behandlungsspektrum
Meistens wird eine multifaktorielle Genese des exzessiven Schreiens vermutet. Die Ursachen bestehen beispielsweise im Stress beim Säugling unter der Geburt oder bei der Mutter in der Schwangerschaft, in anderen belastenden Faktoren bei den Eltern  oder in Regulations- und Anpassungsstörungen beim Kind. Die moderne Säuglingsforschung geht davon aus, dass das viele Schreien Ausdruck einer verzögerten Verhaltensregulation ist. Anders gesagt, haben diese Babys größere Mühe, sich nach der Geburt zurechtzufinden als andere und schreien deshalb so viel. Zu diesen Frühen Regulationsstörungen gehören „Probleme in der Regulierung der Schlaf-Wach-Phasen (Ein- und Durchschlafprobleme), Fütterstörungen, motorische Unruhe und Spielunlust“, „exzessives Klammern“, „Trotzen und aggressives Verhalten“. Auch intrafamiliale Beziehungsstörungen und insbesondere Bindungsstörungen zwischen Kind und Bezugsperson können zu exzessivem Schreien führen. Der Begriff Schreiambulanz ist darum in den meisten Fällen nicht mehr zutreffend, weil die ganze Palette frühkindlicher Regulationsstörungen behandelt wird.

## Diagnostik
Oft haben die Kinder, wenn sie in einer Schreiambulanz vorgestellt werden, schon eine lange Karriere ärztlicher somatischer Diagnostik hinter sich. Anderenfalls erfolgt diese in der Schreiambulanz oder wird von dieser zum Ausschluss körperlicher Ursachen des Schreiens veranlasst. Dann erfolgt die psychologische/psychiatrische Diagnostik (zum Beispiel Entwicklungs- oder Wahrnehmungsstörungen) einschließlich der Untersuchung des Bezugssystems (Familie) und letztlich die spezifische Interaktions- und Bindungsdiagnostik durch videogestützte Eltern-Kind-Beobachtungen und so weiter.

## Therapie
Bei der Behandlung des exzessiven Schreiens sowie anderer Anpassungs- und Entwicklungsstörungen in Schreiambulanzen und Tageskliniken „steht die Eltern-Kind-Beziehung im Mittelpunkt der meisten Interventionsansätze“. So werden beispielsweise Alltagssituationen wie Spielen, Füttern, Wickeln aufgezeichnet, wodurch die Eltern die Möglichkeit haben, spezielle Kompetenzen des Kindes zu erkennen und Möglichkeiten zu erarbeiten, diese zu unterstützen. Unterstützung der Kommunikation und der Eltern-Kind-Beziehung. Dabei geht es um eine Stärkung der Feinfühligkeit, der intuitiven Kompetenzen und der Mentalisierungsfähigkeit der Eltern.
Außerdem können die Eltern „Themen einbringen, die oft scheinbar nicht 'unmittelbar' mit dem Problem des Kindes zu tun haben, und erhalten Partnerberatung oder Hilfen zur Konfliktbewältigung und Ressourcenmobilisierung“, so dass zum Beispiel auch „psychische Belastungen der Eltern angesprochen [...] werden, die sich im Erleben des Kindes oft unbewusst und ungewollt auswirken“. Manchmal kommt es dann zur Empfehlung weiterer therapeutischer Maßnahmen bei den Eltern (Psychotherapie, Paartherapie oder ähnlich). Retrospektiv können dann Schrei-, Fütter-, Schlafstörungen und so weiter als seismographischer Hilferuf im Bezugssystem verstanden werden.

## Prognose
Die behandelten frühkindlichen Regulations- und Beziehungsstörungen haben eine gute Prognose. So hat sich herausgestellt, dass „frühe ungünstige Lebensumstände weniger sicher zu späteren Persönlichkeitsbeeinträchtigungen führen, als die Psychoanalyse [...] vermutet“. Offenbar kann man von einer „erstaunlichen Erholungskraft“ ausgehen, „mit deren Hilfe die Langzeitwirkungen ungünstiger frühkindlicher Erfahrungen gemildert oder sogar überwunden werden können“.